# Sarcoma d'Ewing
El sarcoma d'Ewing (Ewing's sarcoma) és un càncer, és una malaltia rara que afecta els ossos (sarcoma ossi) o afectar els teixits biològics tous (sarcoma de teixits tous). Els símptomes poden incloure inflor i dolor al lloc del tumor, febre i fractura. Les zones més comunes on comença són les cames, la pelvis i la paret toràcica. En aproximadament el 25% dels casos, el càncer ja s'ha estès a altres parts del cos en el moment del diagnòstic. Les complicacions poden incloure un embassament pleural o paraplegia.
Es desconeix la causa del sarcoma d'Ewing. La majoria dels casos semblen ocórrer aleatòriament. De vegades s'agrupa amb els tumors neuroectodèrmics primitius, en una categoria coneguda com a família de tumors d'Ewing. El mecanisme subjacent sovint implica un canvi genètic conegut com a translocació recíproca. El diagnòstic es basa en la biòpsia del tumor.
El tractament sovint inclou quimioteràpia, radioteràpia, cirurgia i trasplantament de cèl·lules mare. S'està estudiant la teràpia dirigida i la immunoteràpia. La supervivència a cinc anys és aproximadament del 70%. No obstant això, hi ha diversos factors que afecten aquesta estimació.
James Ewing (1866–1943) va ser el primer a descriure aquest tumor diferenciant-lo del limfoma.

## Causes
El bescanvi genètic entre cromosomes pot causar que les cèl·lules esdevinguin canceroses. El sarcoma d'Ewing és el resultat de la translocació entre els cromosomes 11 i 22 els quals fonen el gen EWS del cromosoma 22 amb el gen FLI1 del cromosoma 11.

## Símptomes
Els més comuns són el dolor localitzat i inflamació però que en els ossos pot ser no visible.